# Skilanglauf-Far-East-Cup 2015/16
Der Skilanglauf-Far-East-Cup  2015/16 war eine von der FIS organisierte Wettkampfserie, die zum Unterbau des Skilanglauf-Weltcups 2015/16 gehört. Sie begann am 16. Dezember 2015 in Pyeongchang und endete am 27. Januar 2016 ebenfalls in Pyeongchang.  Die Gesamtwertung bei den Männern gewann Akira Lenting. Er siegte bei drei der insgesamt neun Rennen. Bei den Frauen gewann zum dritten Mal in Folge Yuki Kobayashi die Gesamtwertung.

## Männer

### Resultate
| Datum             | Austragungsort | Disziplin        | Sieger               | Zweiter           | Dritter           |
| ----------------- | -------------- | ---------------- | -------------------- | ----------------- | ----------------- |
| 16. Dezember 2015 | Pyeongchang    | 7,5 km klassisch | Takanori Ebina       | Kōhei Shimizu     | Jumpu Nishida     |
| 17. Dezember 2015 | Pyeongchang    | 7,5 km Freistil  | Takanori Ebina       | Kōhei Shimizu     | Yosuke Kobayashi  |
| 26. Dezember 2015 | Otoineppu      | 10 km klassisch  | Keishin Yoshida      | Akira Lenting     | Jun Ishikawa      |
| 27. Dezember 2015 | Otoineppu      | 10 km Freistil   | Jun Ishikawa         | Keishin Yoshida   | Akira Lenting     |
| 6. Januar 2016    | Sapporo        | 10 km klassisch  | Keishin Yoshida      | Hiroyuki Miyazawa | Takanori Ebina    |
| 7. Januar 2016    | Sapporo        | Sprint Freistil  | Nobuhito Kashiwabara | Hiroyuki Miyazawa | Akira Lenting     |
| 8. Januar 2016    | Sapporo        | 15 km Freistil   | Akira Lenting        | Keishin Yoshida   | Jun Ishikawa      |
| 26. Januar 2016   | Pyeongchang    | 10 km klassisch  | Akira Lenting        | Hiroyuki Miyazawa | Takanori Ebina    |
| 27. Januar 2016   | Pyeongchang    | 15 km Freistil   | Akira Lenting        | Takanori Ebina    | Hiroyuki Miyazawa |

### Gesamtwertung Männer
| Rang | Name                 | Punkte |
| ---- | -------------------- | ------ |
| 1    | Akira Lenting        | 532    |
| 2    | Takanori Ebina       | 490    |
| 3    | Hiroyuki Miyazawa    | 414    |
| 4    | Keishin Yoshida      | 396    |
| 5    | Kōhei Shimizu        | 292    |
| 6    | Jun Ishikawa         | 258    |
| 7    | Nobuhito Kashiwabara | 216    |
| 8    | Yuma Yoshida         | 174    |
| 9    | Takatsugu Uda        | 170    |
| 10   | Kaichi Naruse        | 166    |
| 11   | Kim Min-woo          | 159    |
| 12.  | Jumpu Nishida        | 156    |
| 13.  | Cho Yong-jin         | 148    |
| 14.  | Kim Eun-ho           | 143    |
| 15.  | Jung Eui-myung       | 125    |
| 16.  | Jeong Jong-won       | 118    |
| 17.  | Tomuya Tanaka        | 112    |
| 18.  | Kim Dae-hyun         | 98     |
| 19.  | Naoto Baba           | 96     |
| 20.  | Shohei Kodama        | 95     |
| 20.  | Kenya Sasaki         | 95     |
| 22.  | Yosuke Kobayashi     | 91     |
| 22.  | Park Seong-beom      | 91     |
| 24.  | Lee Jae-bong         | 84     |
| 25.  | Hikari Fujinoki      | 82     |
| 26.  | Taisei Goto          | 79     |
| 27.  | Kentaro Ishikawa     | 74     |
| 27.  | Akihito Uda          | 74     |
| 29.  | Kim Dong-hyun        | 69     |

| Rang | Name             | Punkte |
| ---- | ---------------- | ------ |
| 29.  | Munefumi Kodama  | 69     |
| 31.  | Lee Geon-yong    | 68     |
| 32.  | Hong Yeon-Ki     | 65     |
| 32.  | Park Sang-yong   | 65     |
| 34.  | Takahiro Suzuki  | 64     |
| 35.  | Kim Hyun-woo     | 60     |
| 36.  | Kim Jeong-min    | 57     |
| 37.  | Tomoki Sato      | 54     |
| 38.  | Atomu Matsumura  | 51     |
| 38.  | Takuma Muraji    | 51     |
| 38.  | Yūichi Onda      | 51     |
| 41.  | Byun Ji-Yeong    | 45     |
| 42.  | Lee Ho-jin       | 43     |
| 43.  | Cho Young-chan   | 42     |
| 43.  | Takeo Hoshino    | 42     |
| 45.  | Yuji Homma       | 41     |
| 46.  | Takuma Kato      | 40     |
| 47.  | Hyuga Otaki      | 38     |
| 48.  | Kim Min-uk       | 35     |
| 49.  | Kotaro Ichimura  | 34     |
| 50.  | Masato Tanaka    | 29     |
| 51.  | Cho Bum-ki       | 28     |
| 52.  | Kenki Ishiyama   | 24     |
| 52.  | Woo Gyoung-Jin   | 24     |
| 54.  | Kim Seon-Min     | 23     |
| 55.  | Hwang Jun-ho     | 20     |
| 56.  | Kim Nam-Hyeok    | 16     |
| 57.  | Kosuke Nishimoto | 14     |
| 58.  | Hwang Ho-Cheol   | 13     |

| Rang | Name                | Punkte |
| ---- | ------------------- | ------ |
| 59.  | Byun Joo-young      | 12     |
| 59.  | Yuki Inagaki        | 12     |
| 61.  | Yuji Kojima         | 11     |
| 61.  | Lee Dong-Chan       | 11     |
| 61.  | Lee Young-Wook      | 11     |
| 64.  | Takuya Abe          | 10     |
| 64.  | Yoshiyuki Takehara  | 10     |
| 66.  | Sam Findlay         | 9      |
| 67.  | Cho Hyun-sang       | 8      |
| 67.  | Masatoshi Hachisuka | 8      |
| 69.  | Yoshihiro Nitta     | 7      |
| 70.  | Kentaro Sakatsume   | 6      |
| 70.  | Taichi Sato         | 6      |
| 72.  | Han Woo-Seok        | 5      |
| 72.  | Ryosuke Kamimura    | 5      |
| 72.  | Kim Ki-Hoe          | 5      |
| 72.  | Mizuki Okada        | 5      |
| 76.  | Kota Imamura        | 4      |
| 76.  | Atsushi Yamaguchi   | 4      |
| 78.  | Yosuke Kasuga       | 3      |
| 79.  | Ryuya Mishima       | 2      |
| 79.  | Takumi Yumoto       | 2      |
| 81.  | Riku Kasahara       | 1      |
| 81.  | Kim Min-Gyu         | 1      |
| 81.  | Koudai Mukai        | 1      |
| 81.  | Kohei Ota           | 1      |
| 81.  | Yun Dong-guk        | 1      |

## Frauen

### Resultate
| Datum             | Austragungsort | Disziplin       | Sieger          | Zweiter        | Dritter         |
| ----------------- | -------------- | --------------- | --------------- | -------------- | --------------- |
| 16. Dezember 2015 | Pyeongchang    | 5 km klassisch  | Chisa Ōbayashi  | Yuki Kobayashi | Sumiko Ishigaki |
| 17. Dezember 2015 | Pyeongchang    | 5 km Freistil   | Sumiko Ishigaki | Yuki Kobayashi | Chisa Ōbayashi  |
| 26. Dezember 2015 | Otoineppu      | 5 km klassisch  | Masako Ishida   | Yuki Kobayashi | Chisa Ōbayashi  |
| 27. Dezember 2015 | Otoineppu      | 5 km Freistil   | Masako Ishida   | Lee Chae-won   | Yuki Kobayashi  |
| 6. Januar 2016    | Sapporo        | 5 km klassisch  | Yuki Kobayashi  | Chisa Ōbayashi | Sumiko Ishigaki |
| 7. Januar 2016    | Sapporo        | Sprint Freistil | Naoko Azegami   | Yuki Kobayashi | Sumiko Ishigaki |
| 8. Januar 2016    | Sapporo        | 10 km Freistil  | Yuki Kobayashi  | Chisa Ōbayashi | Sumiko Ishigaki |
| 26. Januar 2016   | Pyeongchang    | 5 km klassisch  | Han Da-som      | Ju Hye-ri      | Je Sang-mi      |
| 27. Januar 2016   | Pyeongchang    | 10 km Freistil  | Ju Hye-ri       | Han Da-som     | Lee Ji-yun      |

### Gesamtwertung Frauen
| Rang | Name            | Punkte |
| ---- | --------------- | ------ |
| 1    | Yuki Kobayashi  | 580    |
| 2    | Chisa Ōbayashi  | 480    |
| 3    | Sumiko Ishigaki | 414    |
| 4    | Ju Hye-ri       | 304    |
| 5    | Naoko Azegami   | 291    |
| 6    | Han Da-som      | 256    |
| 7    | Yu Kaisaka      | 209    |
| 8    | Masako Ishida   | 200    |
| 9    | Yuka Otsuka     | 194    |
| 10   | Je Sang-mi      | 168    |
| 11   | Yuki Matsudate  | 162    |
| 12.  | Miki Kodama     | 161    |
| 13.  | Lee Ji-yun      | 158    |
| 14.  | Kozue Takizawa  | 142    |
| 15.  | Narumi Hando    | 135    |
| 16.  | Lee Chae-won    | 130    |
| 17.  | Yuka Watanabe   | 124    |
| 18.  | Bae Min-ju      | 122    |
| 19.  | Kim Bo-ra       | 119    |
| 20.  | Um Da-Young     | 100    |
| 21.  | Yukari Tanaka   | 93     |
| 22.  | Kim Eun-ji      | 89     |

| Rang | Name            | Punkte |
| ---- | --------------- | ------ |
| 23.  | Nagano Karaki   | 83     |
| 24.  | Hikari Miyazaki | 81     |
| 25.  | Kim Eu-Jin      | 79     |
| 26.  | Yoo Dan-bi      | 76     |
| 27.  | Miho Konta      | 75     |
| 28.  | Yui Sakai       | 73     |
| 29.  | Harumi Kosenda  | 71     |
| 30.  | Kim Ran-Young   | 68     |
| 31.  | Lee Eun-kyung   | 66     |
| 32.  | Kazue Sakazume  | 62     |
| 33.  | Cha Jea-In      | 60     |
| 33.  | Shin Ji-soo     | 60     |
| 35.  | Hikaru Fukuda   | 59     |
| 36.  | Kim Hee-Yeon    | 58     |
| 37.  | Kyoko Ariji     | 54     |
| 38.  | Lee Jee-Hoo     | 53     |
| 39.  | Nam Seul-gi     | 48     |
| 39.  | Masae Tsuchiya  | 48     |
| 41.  | Cha I-re        | 46     |
| 42.  | Kang Hyun-Kyung | 45     |
| 42.  | Kim Eu-Gene     | 45     |
| 44.  | Sora Takizawa   | 44     |

| Rang | Name             | Punkte |
| ---- | ---------------- | ------ |
| 45.  | Juri Yonekura    | 43     |
| 46.  | Misuzu Igarashi  | 34     |
| 47.  | Noriko Igarashi  | 30     |
| 48.  | Chiho Sugai      | 27     |
| 49.  | Shiori Yokohama  | 25     |
| 50.  | Erina Watanabe   | 19     |
| 51.  | Yurika Abe       | 18     |
| 52.  | Rika Ishiyama    | 16     |
| 52.  | Airi Nakajima    | 16     |
| 54.  | Rina Sakai       | 14     |
| 54.  | Sayaka Yamaishi  | 14     |
| 56.  | Nanase Fujita    | 13     |
| 56.  | Ikue Narita      | 13     |
| 58.  | Chika Kobayashi  | 10     |
| 58.  | Nozomi Tamura    | 10     |
| 60.  | Chikayo Kojima   | 9      |
| 61.  | Mizuki Sakai     | 8      |
| 62.  | Yuki Karino      | 7      |
| 63.  | Honami Ishiyama  | 4      |
| 64.  | Marie Takagi     | 2      |
| 65.  | Shiori Kobayashi | 1      |
| 66.  | Shione Sawaya    | 1      |